# ポケモンバトルトローゼ
『ポケモンバトルトローゼ』（北米：Pokémon Battle Trozei、欧州：Pokémon Link: Battle!）は、ジニアス・ソノリティによって開発され、株式会社ポケモンより2014年3月12日に配信されたニンテンドー3DS用ダウンロードソフト。ヨーロッパでは同年3月13日、アメリカでは同年3月20日発売。

## 概要
ニンテンドーDS用ソフト『ポケモントローゼ』の続編的作品で、アイコン状にデフォルメされたポケモンをタッチして揃えるアクションパズルゲーム。前作にあったストーリーモードは省かれ、主人公となる人物は登場しない。また操作法やルールも一部異なる。
本編『赤・緑』から『X・Y』までの全ポケモン718種類が登場する。うち一部はフォルムやオス・メス等で別種扱いのため、総数は755匹。前作同様メタモンはワイルドカード扱い。
本ソフトをダウンロードした3DSで、最大4人までの協力プレイも可能。

## ルール
ステージ上画面に現れる野生のポケモンに対し、下画面の「トローゼボックス」内に並んだポケモンを操作して縦か横に3つ以上隣接させて消す事で攻撃する。一度に多くのポケモンを揃えたり、各ポケモンのタイプ・相性や攻撃力、技（追加効果）によって与えられるダメージは変化する。タイプ・相性は本編『X・Y』に準拠する。
野生のポケモンのHPを0にすれば自動的にトローゼとなり「ポケモンリスト」に登録される。各ステージごとに野生のポケモンは数種出現し、複数同時に出現することもある。また「特定のサポートポケモンを使う」「一回の攻撃でトローゼする」など、条件を満たす事で現れる野生のポケモンも存在する。最後に出現する野生のポケモンをトローゼすればステージクリア。
時間が経つと野生のポケモンが反撃し、トローゼボックスの壁を壊して中に入ってくる。また反撃されるごとに自分のエネルギーが減り、0になるとゲームオーバー。
2回以上連続してポケモンを隣接させて消すとコンボ（連鎖）し、4匹以上→3匹以上の順でコンボを作るとトローゼチャンスとなり、2匹隣接のみで消えるようになる。トローゼチャンスは連鎖が途絶えるまで続き、トローゼボックス内のポケモンを全て消しても（マッチオール）、新たにポケモンが追加され、連鎖も継続する。

## サポートポケモン
トローゼし「ポケモンリスト」に登録されたポケモンは「サポートポケモン」としてステージに使うことができる。サポートポケモンにセットできるのは初め1匹のみで、ステージが進むと3匹まで可能になる。同じサポートポケモンを多く使うとなついて、攻撃力がアップする。
サポートポケモンとは別に「おきにいりポケモン」を1匹選び、すれちがい通信でプレイデータやおきにいりポケモンのデータを交換できる。

## ステージ
各ゾーンごとに3〜6ステージに分かれており、特定の条件で現れる隠しステージやもある。
- ゾーン01 - ランボウそうげん
- ゾーン02 - けんとたてのみち
- ゾーン03 - きょだいなもり
- ゾーン04 - てんくうのいせき
- ゾーン05 - しんぴのいずみ
- ゾーン06 - あんこくどうくつ
- ゾーン07 - せいなるこうや

- ゾーン08 - やぶれたしま
- ゾーン09 - ドラゴンのおか
- ゾーン10 - ちつじょのやま
- ゾーン11 - サファリジャングル（登場ポケモンは日替わり）
- ゾーン12 - ときのしま
- ゾーン13 - えいえんのいせき（スコアアタック）